# Blutbahnen
Blutbahnen (рус. Кровеносные пути) — шестой студийный альбом немецкой блэк-дэт-группы Eisregen.

## Список композиций
| №   | Название                             | Длительность |
| --- | ------------------------------------ | ------------ |
| 1.  | «Auftakt: Eine kleine Schlachtmusik» | 1:37         |
| 2.  | «Eisenkreuzkrieger»                  | 4:20         |
| 3.  | «Im Dornenwall»                      | 4:36         |
| 4.  | «Ein Hauch von Räude»                | 5:54         |
| 5.  | «17 Kerzen am Dom»                   | 6:27         |
| 6.  | «Blutbahnen»                         | 5:24         |
| 7.  | «Alphawolf»                          | 4:28         |
| 8.  | «Frischtot»                          | 4:17         |
| 9.  | «Schlachthaus-Blues»                 | 6:21         |
| 10. | «Zurück in die Kolonie»              | 6:11         |
| 11. | «Schneuz den Kasper!»                | 5:31         |

## Над альбомом работали

### Участники группы
- Blutkehle — вокал, лирика
- Yantit — ударные
- Bursche Lenz — гитары, бас
- DF — клавишные

### Приглашённые музыканты
- Frau N. Feind — скрипка

### Прочие
- Markus Stock — Mixing, Mastering